# Фінсько-радянське товариство миру та дружби (1940)
Фінсько-радянське товариство миру та дружби (фін. Suomen-Neuvostoliiton rauhan ja ystävyyden seura, рос. Общество мира и дружбы с СССР) — громадська організація, що існувала у Фінляндії 1940 року.
Діяло від 22 травня до грудня 1940 року.

## Історія створення та діяльності

### Заснування
Товариство було засноване 22 травня 1940 року у Гельсінкі з ініціативи Комуністичної партії Фінляндії , що діяла нелегально. Спочатку створений керівний орган Товариства був названий Тимчасовим бюро. До його складу увійшли: кандидат медицини Маурі Рюемя, редактор Аймо Рікка , інженер Аллен Ярвенпя, письменниця Елві Сінерво, робітник Лаурі Валлениус.

### Діяльність
Організатор та керівник Товариства належав до відомих громадських діячів Фінляндії, що займали прорадянську позицію і взаємодіяли з резидентурою НКВС СРСР у Фінляндії та Швеції , а також вважалися російською «п'ятою колоною» у Фінляндії .